# Autoportrait dans l'atelier (Goya)
Pour les articles homonymes, voir Autoportrait dans l'atelier.
Autoportrait dans l'atelier (en espagnol : Autorretrato en el taller) est une huile sur toile de petit format réalisée par Francisco de Goya entre 1790 et 1795. Semblable à ces tableaux de cabinet par la taille, ce n'est pas une commande. Goya se peint en entier à contre-jour dans un studio et en train de peindre une grande toile tout en regardant le spectateur. La toile de dos serait selon le contexte de la création de l'autoportrait soit un portrait de bourgeois, soit une tapisserie. Elle peut aussi être une toile symbolique qui n'a jamais existé.

## Description du tableau
Goya se présente dans ce tableau comme un artiste qui nous regarde sûr de lui : il regarde le spectateur. Ses vêtements à la pointe de la mode rappellent les habits des toréadors. Ce sont des vêtements propres aux toreros de son temps : on voit en effet des ballerines et des bas qu'utilisent les diestros d'alors. Il a fait le portrait de plusieurs toreros tels que Pedro Romero et Pepe Hillo, pionniers de la tauromachie et amis du peintre. Goya était un amateur de corridas, comme le montre la série de 33 gravures qu'il a réalisées en Espagne puis en exil en France : La tauromaquia. Le chapeau rond ou à sangles qu'il porte indique qu'il travaille aussi de nuit car le chapeau est un réceptacle pour poser des bougies allumées la nuit. Goya aimait terminer ses tableaux à la lumière artificielle.
La lumière arrive puissamment depuis une grande fenêtre située en arrière-plan, ce qui atténue la qualité de l'illumination de la figure. Entre la fenêtre et lui, on note un bureau sur lequel il y a du matériel pour écrire et du papier, ce qui montre qu'il souhaite être considéré comme un intellectuel.
La figure reste dans l'ombre, ce qui provoque une étude intéressante des nuances de couleur sur ses vêtements et son visage. C'est habituel chez le peintre, ainsi qu'on peut le noter avec son traitement du visage de la dame habillée à la mode française dans El quitasol (1777).

## Technique
Goya fait montre de grande rapidité d'exécution, à base de tâche de caractère impressionniste chargées de peinture et sans s'attarder sur les détails, comme il conviendrait de le faire sur un tableau peint à sa propre initiative.